# Elachista wieseriella
Elachista wieseriella is een vlinder uit de familie grasmineermotten (Elachistidae). De wetenschappelijke naam is voor het eerst geldig gepubliceerd in 2000 door Huemer.
De soort komt voor in Europa.